# Y no puedo olvidarte
«Y no puedo olvidarte» es una canción del grupo pop RBD. Es el tercer y último sencillo de su quinto álbum de estudio, Empezar desde cero.
La canción fue compuesta por Carlos Lara y anunciada como el tercer sencillo el 5 de junio de 2008, seguido de un comunicado en una radio de México el mismo día. El sencillo apoya la reedición Empezar desde cero: Fan edition, que estaba disponible desde 21 de junio de 2008 en México. El vídeo musical no se realizó, se tenía planeado rodarlo en Bogotá, Colombia.
El 17 de julio de 2008, la canción fue interpretada por primera vez en la televisión en los Premios Juventud de Univisión. La interpretación no contó con la participación de Maite Perroni, debido a las grabaciones de la telenovela Cuidado con el ángel.